# Меморіал Івана Глінки 2005
Юніорський кубок світу (англ. Junior World Cup) — 15-й міжнародний юніорський хокейний турнір.

## Група АБржецлав
| М  | Команда   | І | В | Н | П | Ш    | О |
| -- | --------- | - | - | - | - | ---- | - |
| 1. | Канада    | 3 | 3 | 0 | 0 | 15:5 | 9 |
| 2. | Чехія     | 3 | 2 | 0 | 1 | 9:10 | 6 |
| 3. | Швеція    | 3 | 1 | 0 | 2 | 3:7  | 3 |
| 4. | Швейцарія | 3 | 0 | 0 | 3 | 7:12 | 0 |

- Канада -  Швейцарія 5-3 (1-0,1-1,3-2)
- Чехія -  Швеція 2-1 (0-1,1-0,1-0)
- Швеція -  Канада 0-4 (0-1,0-3,0-0)
- Чехія -  Швейцарія 5-3 (3-1,1-0,1-2)
- Швейцарія -  Швеція 1-2 (0-0,1-0,0-2)
- Чехія —  Канада 2-6 (0-3,0-2,2-1)

## Група ВП'єштяни
| М  | Команда    | І | В | Н | П | Ш     | О |
| -- | ---------- | - | - | - | - | ----- | - |
| 1. | Росія      | 3 | 3 | 0 | 0 | 13:6  | 9 |
| 2. | Фінляндія  | 3 | 1 | 1 | 1 | 6:5   | 4 |
| 3. | США        | 3 | 1 | 1 | 1 | 11:11 | 4 |
| 4. | Словаччина | 3 | 0 | 0 | 3 | 7:15  | 0 |

- США -  Фінляндія 2-2 ОТ (1-1,0-1,1-0,0-0)
- Словаччина -  Росія 3-5 (1-1,2-2,0-2)
- Росія -  США 5-2 (2-1,1-0,2-1)
- Словаччина -  Фінляндія 0-3 (0-1,0-0,0-2)
- Фінляндія -  Росія 1-3 (0-0,1-2,0-1)
- Словаччина —  США 4-7 (2-1,1-2,1-4)

## Фінальна стадія

### Матчі за 5 - 8 місця

#### Півфінали
- США —  Швейцарія 4-2 (1-0,2-2,1-0)
- Словаччина —  Швеція 3-2 (0-0,2-0,1-2)

#### Матч за 7 місце
- Швеція —  Швейцарія 4-2 (0-1,3-1,1-0)

#### Матч за 5 місце
- Словаччина —  США 1-8 (0-3,0-0,1-5)

### Матчі за 1 - 4 місця

#### Півфінали
- Канада —  Фінляндія 3-2 (1-0,1-0,1-2)
- Чехія —  Росія 3-2 Б (2-1,0-1,0-0,0-0,1-0)

#### Матч за 3 місце
- Росія —  Фінляндія 2-3 Б (0-0,2-1,0-1,0-0,0-1)

#### Фінал
- Чехія —  Канада 3-5 (0-1,1-3,2-1)